# Lucian Ene
Lucian Ene este un profesor universitar de stomatologie, o personalitate în domeniul stomatologiei, președinte de onoare al Societății Române de Stomatologie și fost decan al Facultății de Stomatologie din cadrul Institutului de Medicină și Farmacie București. Conducător de doctorate, adevărat creator de școală, numele său este legat de dezvoltarea învățământului superior de stomatologie din ultimele decenii.

## Lucrări științifice
- Lucian Ene - Amprenta în edentația totală, Editura medicală, București, 1970
- Eugen Costa, Lucian Ene, Stelică Dumitrescu - Protetică dentară - Edentația parțiala și edentația totală, Editura Medicală, București, 1975
- Lucian Ene, Irina Ionescu-Pogăceanu, Leziunile coroanelor dentare și tratamentul lor protetic, IMF București, 1978
- Lucian Ene, Protetică dentară – Tratamentul edentației parțiale cu ajutorul protezelor mobilizabile, Editura Didactică și Pedagogică, București, 1981
- Lucian Ene, Andrei Ionescu - Proteza scheletată, Editura Medicală, București 1982
- Lucian Ene, Andrei Ionescu, Emilian Huțu, Edentația parțială tratată cu ajutorul protezelor mobilizabile, IMF București, Facultatea de Stomatologie, Clinica de Protetică Dentară, 1989